# Neverland Firsthand: Investigating the Michael Jackson Documentary
Neverland Firsthand: Investigating the Michael Jackson Documentary è un documentario del 2019 diretto da Eli Pedraza trasmesso in streaming su YouTube che confuta i presunti abusi sessuali su due minori da parte del cantante Michael Jackson di cui si parla nel documentario Leaving Neverland (2019) della HBO. Attraverso interviste a persone vicine alla situazione così come ad alcuni membri della famiglia di Jackson, il film fa luce sulle informazioni che sono state escluse dalla trasmissione della HBO. Il documentario ha raggiunto oltre un milione di visualizzazioni su YouTube.

## Informazioni

### Antefatti
Dopo le accuse di abusi sessuali mosse da Wade Robson e James Safechuck nei confronti di Michael Jackson in Leaving Neverland parte della famiglia di Jackson ha deciso di rispondere con un controdocumentario della durata di 30 minuti, che è stato pubblicato su Youtube e realizzato dal giornalista Liam McEwan.

### Contenuti
Il documentario confuta le accuse portate avanti contro Jackson nel corso degli anni tramite interviste a Scott Ross, un investigatore privato, a Charles Thomson, un giornalista investigativo, a Brad Sundberg, un tecnico del suono dell'artista, che aveva lavorato anche nello studio privato del cantante al Neverland Ranch, e a due familiari di Jackson: Taj Jackson, figlio di Tito Jackson e membro del gruppo musicale 3T, e Brandi Jackson, figlia di Jackie Jackson.

### Trama
Il documentario parte dalle prime accuse del 1993 quando Michael Jackson era ancora all’apice della sua popolarità durante la promozione dell'album Dangerous e il Dangerous World Tour, supportato dalla sponsorizzazione della Pepsi-Cola, quando all'improvviso Evan Chandler, padre di Jordan Chandler, allora tredicenne, intenta una causa civile contro la popstar accusandolo di presunti abusi sessuali sul figlio. Nel gennaio del 1994 la famiglia Chandler riceve da Jackson un risarcimento di circa 20 milioni di dollari, un atto che molti hanno considerato per molti anni come un’ammissione di colpa da parte dell'artista. McEwan raggiunge telefonicamente Scott Ross, investigatore privato coinvolto nel processo a Jackson del 2005 che spiega invece:
Il video prosegue provando, con l'aiuto di alcune dichiarazioni, come moltissime altre star di Hollywood ricevano decine di cause giornalmente essendo costrette spesso a pagare per non essere più importunate «che le accuse siano legittime, oppure no» afferma McEwan mentre si vedono immagini di Britney Spears inseguita dai paparazzi e si sente la voce di Will Smith che dichiara di ricevere almeno 15 cause ogni anno che lo costringono ad avere un team di legali solo per rispondere a tali accuse, anche se ingiustificate.
Si passa allora alle immagini di quando la polizia di Santa Barbara perquisì il Neverland Ranch nel novembre del 2003, senza trovare nulla di compromettente, e viene ricordato di come Jackson venne in seguito denunciato per dieci capi d'accusa per presunti abusi ai danni di un minore. Dopo il processo iniziato nel 2005, Jackson viene dichiarato non colpevole su tutti i capi d'accusa il 13 giugno dello stesso anno.
Si arriva poi a gennaio 2019 e all’uscita di Leaving Neverland basato sulle testimonianze di due ragazzi di nome James Safechuck e Wade Robson, che avevano conosciuto Jackson quando erano ancora bambini. La nipote di Jackson, Brandi, racconta di come ha incontrato Wade Robson quando aveva circa nove anni, intorno al 1990/1991, durante un servizio fotografico con suo zio Michael per uno spot della LA Gear. I due sarebbero diventati migliori amici e sarebbero stati insieme per più di sette anni. Quest'ultima dichiara di aver frequentato Robson per circa 10 anni, nello stesso periodo in cui il coreografo dichiara di aver subito abusi da Jackson, negando le accuse che, secondo lei, sarebbero state un'invenzione per estorcere soldi alla famiglia. La ragazza dichiara che la relazione tra lei e Robson non è stata menzionata in Leaving Neverland in quanto «scredita completamente» le affermazioni dell'accusatore. La ragazza dichiara inoltre che si separò dal coreografo quando scopri che questi la tradiva con Britney Spears, che fu anche il motivo per il quale la Spears si separò da Justin Timberlake, e con altre ragazze dichiarando riguardo a Robson:
Viene allora sentito Brad Sundberg, direttore tecnico di lunga data del cantante che ha lavorato anche nello studio privato del cantante a Neverland, in quanto nelle denunce di Robson si parla di presunti abusi che sarebbero avvenuti anche nello studio di registrazione Record One. Sundberg, all'epoca già padre di due bambine, nega di aver mai visto qualsiasi comportamento sospetto da parte dell'artista, dichiarando:
Scott Ross, l'investigatore privato, dichiara poi che se Robson non fosse stato ritenuto attendibile dalla difesa di Jackson nel processo del 2005, non sarebbe stato scelto come primo testimone della difesa dal team di legali dell'artista che lo ritenevano invece il loro più forte testimone e nega che Safechuck fosse stato preso in considerazione come testimone a tale processo.
Alla domanda diretta sul rapporto che avesse suo zio con i ragazzini, Taj Jackson spiega come Michael rivivesse attraverso di loro l'infanzia che non ha mai avuto. Quanto alle lettere indirizzate a Robson e Safechuck comparse in Leaving Neverland, in cui Jackson si firma "Uncle Doodoo", spiega che non sono strane, perché suo zio era solito scrivere messaggi ispirazionali a tutti i suoi parenti, compreso lui e i suoi fratelli:
Il giornalista mostra poi una lettera inviata da Robson nel maggio del 2011 (due anni prima delle accuse di Robson contro Jackson) al team creativo dello spettacolo del Cirque du Soleil, Michael Jackson: One dove il coreografo chiede di far parte del progetto dello show (ma venne invece in seguito respinto perché preferirono affidarsi al coreografo Jamie King). Viene poi mostrata anche un'intervista del luglio dello stesso anno in cui Robson conferma che sta prendendo parte al progetto e non vede l'ora di iniziare. Il giornalista legge allora una cronologia per mostrare come Robson sia arrivato ad accusare il cantante defunto: circa a ottobre del 2011 gli organizzatori lo informano di aver preferito affidarsi a King piuttosto che a lui; a novembre Robson mette in vendita tutti i suoi cimeli Jacksoniani tramite la casa d'aste Julien's tentando di rimanere anonimo ma, dato che è contro la loro politica, la casa d'aste mette in vendita i cimeli come "la collezione di Wade Robson"; per tutto il 2012 il coreografo tenta, in vano, di vendere un libro sulle sue memorie in cui avrebbe delle scottanti rivelazioni su Jackson, ma nessun editore si mostra interessato; nel 2013 infine, Robson fa causa ai gestori del patrimonio di Jackson asserendo di avere delle memorie represse degli abusi e rende pubbliche tali accuse in televisione esattamente una settimana prima dell'inizio dello show Michael Jackson: One a Las Vegas. McEwan e Taj Jackson lasciano così intendere si sia trattato di una vendetta del coreografo.
Charles Thomson, un giornalista investigativo, parla allora di molte inconsistenze nei racconti dei due accusatori tra cui le precedenti dichiarazioni sotto giuramento rilasciate da Robson e Safechuck che negavano che Jackson avesse mai abusato di loro. Il giornalista McEwan dichiara inoltre che le accuse di Safechuck sarebbero state copiate da un libro contro Jackson degli anni '90 scritto dallo scrittore freelance Victor Gutierrez e intitolato Michael Jackson Was My Lover (a cui Jackson fece causa per diffamazione per 2.7 milioni di dollari vincendo tale causa) facendo notare le somiglianze tra alcune pagine del libro e le dichiarazioni rilasciate da Safechuck nella sua causa contro gli eredi di Jackson del 2014.